# CEMEX Deutschland

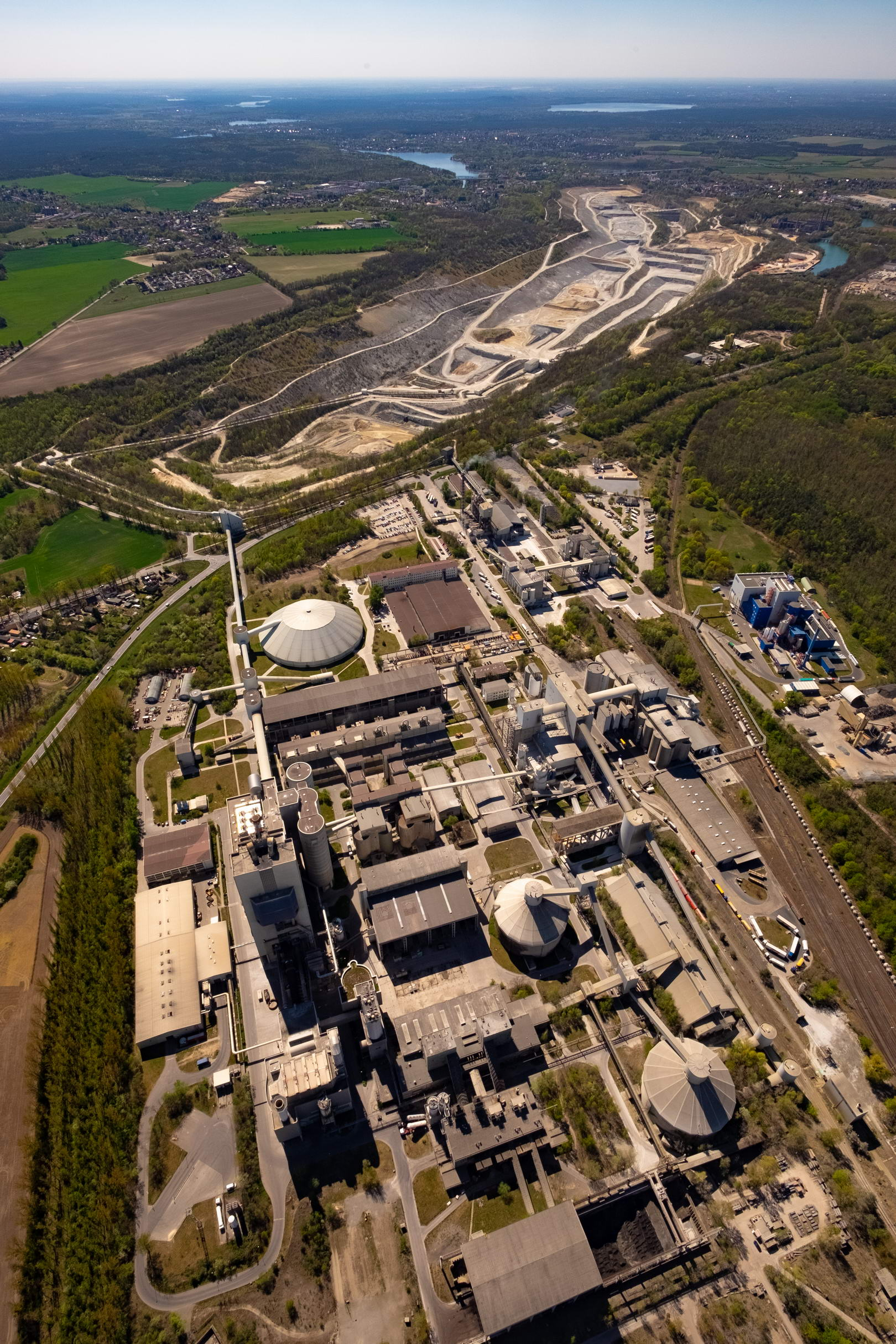
Zementwerk, Kalksteinwerk und Steinbruch Rüdersdorf

Die CEMEX Deutschland AG mit Hauptsitz in Rüdersdorf bei Berlin ist einer der größten Produzenten von Transportbeton, Zement, mineralischen Rohstoffen (Kies, Sand, Splitt) und Bauchemie in Deutschland. Cemex Deutschland bietet Normalbeton, selbst verdichtenden Beton, Sichtbeton und Stahlfaserbeton an.
Das Unternehmen beschäftigt etwa 1.500 Mitarbeiter an über 80 Standorten in Deutschland, die teilweise zusammen mit Partnern betrieben werden. Das Zementwerk Rüdersdorf produziert pro Jahr circa 2,4 Mio. Tonnen Zement.
Im Jahr 2020 wurde durch Cemex SAB an der New Yorker Börse bekannt gegeben, dass man in Rüdersdorf bereits 2030 klimaneutralen Zement herstellen will. 
Derzeit betreibt das Unternehmen:
- 2 Zementwerke (Rüdersdorf und Eisenhüttenstadt)
- 56 Transportbetonwerke
- 10 Kies- und Sandwerke
- 9 Steinbrüche (u. a. ProStein)
- 1 Werk für Baustoffzusatzmittel (Admixtures)
- zum Unternehmen gehört zudem das Unternehmen Kiesel (Verlegewerkstoffe)

Cemex Deutschland gehört zum global operierenden Baustoffhersteller CEMEX SAB mit Hauptsitz in Monterrey, Mexiko. Das Unternehmen wurde 1906 in Mexiko gegründet und zählt heute mit rund 43.000 Mitarbeitern in über 50 Ländern weltweit zu den Branchenführern bei Zement und Transportbeton.

## Geschichte
Die Cemex Deutschland AG hat ihren Ursprung in Düsseldorf und ging 2005 aus der Readymix AG hervor, einer Tochtergesellschaft des britischen Unternehmens RMC Group p.l.c. Das britische Unternehmen RMC Group p.l.c. errichtete 1955 seine erste Transportbeton-Anlage in Deutschland mit einer anfänglichen Jahresproduktion von 8.000 Kubikmetern Transportbeton.
1965 wurde die Readymix AG als Führungsgesellschaft gegründet. Mit über 50 Standorten und 2,1 Mio. Kubikmetern Beton sowie 0,8 Mio. Tonnen Kies Jahreskapazität war das Unternehmen zu dieser Zeit Marktführer in Deutschland. Mit der Gründung der Readymix Kies GmbH und dem Erwerb des Zementwerkes Beckum wurde 1969 die Produktpalette um  mineralische Rohstoffe und Zement erweitert.
Anfang der 1980er Jahre expandierte die Readymix AG in die Niederlande. Nach der Wiedervereinigung Deutschlands erwarb das Unternehmen die Rüdersdorfer Zement GmbH, den seinerzeit größten Zementproduzenten der DDR. Rund 300 Mio. Euro wurden in die Modernisierung des Werkes investiert, allein 60 Mio. Euro entfielen auf Umweltschutz-Maßnahmen. Die Staubemission von 50.000 t im Jahr 1990 konnte um über 90 Prozent reduziert werden. Mitte der 1990er Jahre kamen weitere Geschäftsniederlassungen in Polen und im Baltikum hinzu.
Mit dem Erwerb der Wülfrather Zementwerke 1998 wurde die Readymix AG zu einem der drei größten Zementhersteller in Deutschland. Im Jahr 2000 wurde das Unternehmen einer Organisationsänderung unterzogen, bei der die Auslandsgesellschaften aus der deutschen Unternehmensgruppe herausgelöst und direkt der Muttergesellschaft RMC Group p.l.c. unterstellt wurden.
Mit der Übernahme der Readymix AG durch die weltweit tätige Cemex entstand 2005 die Cemex Deutschland AG.
Im Dezember 2023 verübten linksextremistische Klimaaktivisten einen Brandanschlag auf das Cemex-Transportbetonwerk in Berlin-Kreuzberg.

### Kieswerke
Cemex betreibt in Deutschland zehn Kieswerke. (Stand 2024)
Im Flussgebiet der Elbe liegen die Kieswerke Rogätz und Parey in Sachsen-Anhalt.

## Förderpreis Beton
Seit 1984 verleiht die Cemex Deutschland AG alle zwei Jahre den mit 10.000 Euro dotierten „Förderpreis Beton“. Er wird für Arbeiten vergeben, die den Fortschritt bei der Herstellung, Verarbeitung und Anwendung von Beton, Betonwaren und Betonfertigteilen vorantreiben. Außerdem sollen die eingereichten Beiträge Möglichkeiten zur Verbesserung der baustoffspezifischen Eigenschaften, der Qualität, der Wirtschaftlichkeit, der Ökologie sowie der technologischen Aspekte aufzeigen.
Seit 2020 wurde der Förderpreis auf die Länder Polen und Tschechische Republik ausgeweitet und wurde deshalb in „Förderpreis Beton Central Europe“ umbenannt.